# Vallée du Tombeau
Vallée du Tombeau (tj. Údolí hrobky), dříve Vallée du Géranium (tj. Údolí pelargonií) je pozemek nacházející se v distriktu Longwood na ostrově Svatá Helena, který spadá pod francouzská území na Svaté Heleně. Na místě byla postavena první hrobka císaře Napoleona Bonaparta, který na ostrově zemřel v roce 1821.

## Dějiny
V souladu s Napoleonovým posledním přáním, že jeho tělo nemá být vráceno do Evropy, byl pohřben dne 9. května 1821 poblíž pramene na místě ohraničeném ze tří stran strmými stěnami na rozlehlé kruhové prohlubni. Toto místo si vybral poblíž studny, ze které pil při vyjížďkách na svém koni.

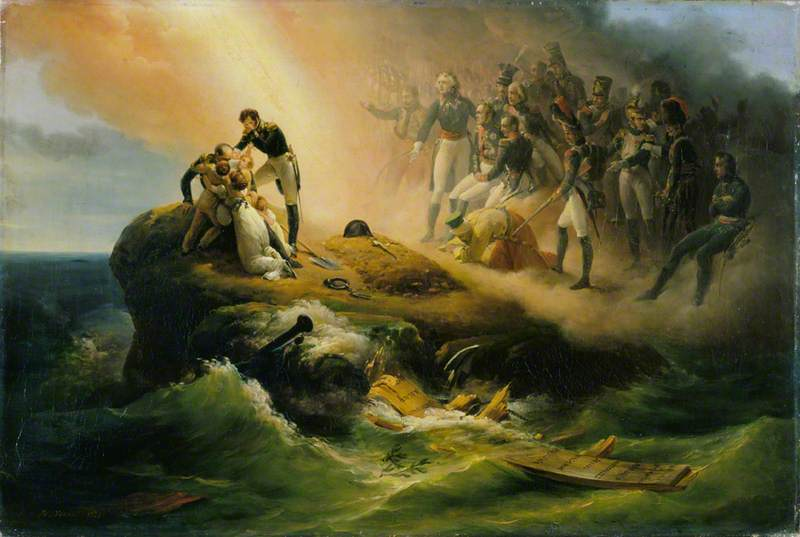
Horace Vernet: La Tombe de Napoléon, 1821, Wallace Collection, Londýn

Napoleonův hrob se nacházel poblíž úzkého potoka, ale malíř Horace Vernet jej dramaticky umístil na ostroh u moře, kde vrak lodi nese jména císařových nejdůležitějších bitev.
Hrobka, ke které je přístup klikatou cestičkou, je obklopena železnou mříží zakončenou hroty kopí, pevně připevněnou k základně. Původně byla zastíněna dvěma smutečními vrbami. Celý prostor byl obehnán dřevěným plotem. Francouzi chtěli na desku vyrýt nápis Napoléon Ier, ale generál Hudson Lowe požadoval, aby nápis zněl Generál Bonaparte. Kvůli neshodě zůstal nakonec náhrobní kámen bez nápisu.
Na památku dvanácti velkých Napoleonových vítězství nechala kolem roku 1830 zasadit dvanáct cypřišů lady Dallas, manželka brigádního generála Charlese Dallase, který byl dne 29. dubna 1828 jmenován guvernérem Svaté Heleny pro Britskou východoindickou společnost.
Ostatky Napoleona zde zůstaly až do roku 1840. Až do té doby stála v strážní budce poblíž hrobky dvanáctičlenná stráž. Po exhumaci dne 15. října 1840 byly ostatky na příkaz krále Ludvíka Filipa převezeny do Francie. Souběžně s tím byl 10. června 1840 vyhlášen zákon nařizující výstavbu nové císařovy hrobky pod kupolí Invalidovny. Práce byla dokončena v roce 1853, kdy zemřel Louis Visconti (autor návrhu památníku). Tělo Napoleona, které od roku 1841 spočívalo v kapli Saint-Jérôme, bylo dne 2. dubna 1861 přeneseno do nové hrobky.
V roce 1854 Napoleon III. vyjednal s královnou Viktorií koupi Longwoodu a údolí za 7000 liber. Prodej byl dokončen v roce 1858.
Území v současnosti spravuje Ministerstvo zahraničních věcí.